# Număr întreg algebric
În teoria algebrică a numerelor⁠(d) un număr întreg algebric este un număr complex care este o rădăcină complexă a unui polinom monic (un polinom al cărui coeficient determinant este 1) ai cărui coeficienți sunt numere întregi. Mulțimea tuturor numerelor întregi algebrice A este închisă la adunare, scădere și înmulțire și, prin urmare, este un subinel comutativ al numerelor complexe.
Inelul numerelor întregi al unui corp de numere⁠(d) K, notat cu OK, este intersecția lui K și A: poate fi caracterizat și ca ordinul maxim din corpul K. Fiecare număr întreg algebric aparține inelului de numere întregi a unui corp de numere. Un număr α este un număr întreg algebric dacă și numai dacă inelul {\displaystyle \mathbb {Z} [\alpha ]} este un grup abelian finit generat⁠(d), adică un {\displaystyle \mathbb {Z} }-modul⁠(d).

## Definiții
Următoarele sunt definiții echivalente ale unui număr întreg algebric. Fie K un corp de numere (adică, o extindere finită a {\displaystyle \mathbb {Q} }, corpul numerelor raționale), cu alte cuvinte, {\displaystyle K=\mathbb {Q} (\theta )} pentru un număr algebric {\displaystyle \theta \in \mathbb {C} } prin teorema elementului primitiv.
- α ∈ K este un număr întreg algebric dacă există un polinom monic {\displaystyle f(x)\in \mathbb {Z} [x]} astfel încât f(α) = 0.
- α ∈ K este un număr întreg algebric dacă polinomul monic minimal în α peste {\displaystyle \mathbb {Q} } este în {\displaystyle \mathbb {Z} [x]}.
- α ∈ K este un număr întreg algebric dacă {\displaystyle \mathbb {Z} [\alpha ]} este un {\displaystyle \mathbb {Z} }-modul finit generat.
- α ∈ K este un număr întreg algebric dacă există un {\displaystyle \mathbb {Z} }-submodul nenul finit generat {\displaystyle M\subset \mathbb {C} } astfel încât αM ⊆ M.

## Exemple
- Singurele numere întregi algebrice care se găsesc în mulțimea numerelor raționale sunt numerele întregi. Cu alte cuvinte, intersecția dintre {\displaystyle \mathbb {Q} } și A este chiar {\displaystyle \mathbb {Z} }. Numărul rațional a/b nu este un număr întreg algebric decât dacă b este un divizor al lui  A. De reținut că coeficientul determinant al polinomului bx − a este întregul b. Ca un alt caz particular, rădăcina pătrată {\displaystyle {\sqrt {n}}} dintr-un întreg nenegativ n este un număr întreg algebric, dar este irațional cu excepția cazului în care n este un pătrat perfect.
- Dacă d este un întreg liber de pătrate, atunci extinderea {\displaystyle K=\mathbb {Q} ({\sqrt {d}}\,)} este o extindere de corp pătratică de numere raționale. Inelul numerelor întregi algebrice OK conține {\displaystyle {\sqrt {d}}} deoarece aceasta este o rădăcină a polinomului monic x2 − d. În plus, dacă d ≡ 1 mod⁠(d) 4, atunci elementul {\textstyle {\frac {1}{2}}(1+{\sqrt {d}}\,)} este, de asemenea, un număr întreg algebric. El satisface polinomul x2 − x + 1/4(1 − d) unde termenul constant 1/4(1 − d) este un număr întreg. Inelul întreg de numere întregi este generat de {\displaystyle {\sqrt {d}}} respectiv de {\textstyle {\frac {1}{2}}(1+{\sqrt {d}}\,)}. A se vedea număr întreg pătratic⁠(d) pentru mai multe.
- Inelul numerelor întregi ale corpului {\displaystyle F=\mathbb {Q} [\alpha ]}, α = 3√m, are următoarea bază integrală⁠(d), scriind m = hk2 pentru doi întregi liberi de pătrate coprimi h și k:[2]

{\displaystyle {\begin{cases}1,\alpha ,{\dfrac {\alpha ^{2}\pm k^{2}\alpha +k^{2}}{3k}}&m\equiv \pm 1{\bmod {9}}\\1,\alpha ,{\dfrac {\alpha ^{2}}{k}}&{\text{altfel}}\end{cases}}}
- Dacă ζn este a n-a rădăcină primitivă a unității, atunci inelul numerelor întregi al corpului ciclotomic⁠(d) {\displaystyle \mathbb {Q} (\zeta _{n})} este chiar {\displaystyle \mathbb {Z} [\zeta _{n}]}.
- Dacă α este un număr întreg algebric, atunci β = n√α este alt număr întreg algebric. Un polinom în β se obține substituind xn în polinomul în α.

## Diverse
- Suma, diferența și produsul a două numere întregi algebrice este un număr întreg algebric. În general, câtul lor nu este. Polinomul monic implicat este, în general, de grad mai mare decât cel al numerelor întregi algebrice inițiale și poate fi găsit luând rezultantul și factorizarea. De exemplu, dacă x2 − x − 1 = 0, y 3 − y − 1 = 0 și z = xy, atunci eliminând x și y din z − xy = 0 și polinoamele satisfăcute de x și y folosind rezultantul se obține z6 − 3z4 − 4z3 + z2 + z − 1 = 0, care este ireductibil și este ecuația monică satisfăcută de produs. (Pentru a vedea că xy este o rădăcină a rezultatului x din z − xy și x2 − x − 1, s-ar putea folosi faptul că rezultantul este conținut în idealul generat de cele două polinoame de intrare.)
- Orice număr care poate fi construit din numere întregi cu rădăcini, adunare și înmulțire este, prin urmare, un întreg algebric. Dar nu toate numerele întregi algebrice sunt construibile astfel: într-un sens naiv, majoritatea rădăcinilor polinoamelor de gradul al cincilea ireductibile nu sunt. Aceasta este teorema Abel–Ruffini.
- Orice rădăcină a unui polinom monic ai cărui coeficienți sunt numere întregi algebrice este ea însăși un număr întreg algebric. Cu alte cuvinte, numerele întregi algebrice formează un inel care este un domeniu de integritate închis în oricare dintre extinderile sale.
- Inelul numerelor întregi algebrice este un domeniu Bézout⁠(d), ca o consecință a teoremei idealului principal.
- Dacă polinomul monic asociat unui număr întreg algebric are termenul constant 1 sau −1, atunci inversul acelui întreg algebric este, de asemenea, un întreg algebric și este o unitate⁠(d), un element al grupului de unități al inelului de numere întregi algebrice.
- Orice număr algebric poate fi scris ca raportul dintre un număr întreg algebric și un număr întreg algebric diferit de zero. De fapt, numitorul poate fi întotdeauna ales să fie un întreg pozitiv. Mai exact, dacă x este un număr algebric care este o rădăcină a polinomului p(x) cu coeficienți întregi și termenul principal anxn pentru an > 0 atunci anx / an este raportul așteptat. În special, y = anx este un număr întreg algebric deoarece este o rădăcină a lui an − 1
n p(y /an), care este un polinom monic în y cu coeficienți întregi.